# 変形近似自己補対アンテナ
変形近似自己補対アンテナ（へんけいきんじじこほついアンテナ）とは、自己補対アンテナを実用化するに当たって、有限の大きさでの切断、構造の強靭化、折り曲げ、などの変形近似を施したアンテナである。

## 解説
近似変形によって自己補対アンテナの特徴である定インピーダンス性は多少損なわれるが、超広帯域特性の実用アンテナとしては高性能である。

### 近似変形
第一段階の変形近似としては、原理上無限大に広がる自己補対アンテナ構造を、実用上必要な最小限の大きさで切断近似することが要望される。その際、定インピーダンス性の劣化を避けるためには、切断部から給電点に向かう反射波を減少させる必要がある。その方法としては、板状導体の周辺に歯型状の凹凸を付けることが有効である。自己補対アンテナの形状には、無限の自由度があることを活用すれば、種々の用途に適合するような形状に変形可能である。
第二段階の変形近似は、構造の強靭化である。歯型状の板状導体は機械的強度の弱い短冊状導体板になるので、それを電気的等価断面の導体棒に置換すると、実用上有効である。その際、単純な太い導体棒、または、やや細い折り返し導体棒が使用できる。種々の形状のアンテナ導体断面の等価半径については、過去の研究成果が利用できる。また、プリント配線技術を導入した、プリント化自己補対アンテナ も開発されている。
そして、第三段階の変形近似は、定インピーダンス性をある程度犠牲にして、以下のようにして行われる。元来、平面状自己補対アンテは表と裏の2方向に電波を放射するが、実用上は単方向性放射が要求される場合が多い。その様な目的には、折り曲げ変形近似が有効である。しかし、その結果として定インピーダンス性が多少は損なわれるが、許容範囲のブロードバンド性はほぼ確保できるのである。更にこの変形を進めると、結局は、折りたたみ変形に到達する。これらの説明には、角型自己補対アンテナの図面に依るのが有効であるので、図1〜3、を添付する。ただし、変形近似後の実用アンテナ構造の諸元については、実験的開発が必要であるが、関連企業等では夫々資料を蓄積している。

図1. 折り曲げ変形の過程

図2. 折りたたみ変形への過程

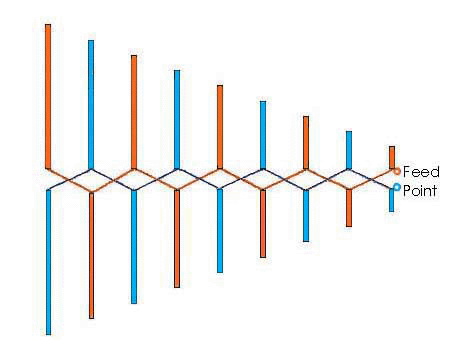
図3. 交差給電ダイポール配列

### 変形の影響
結論として、自己補対アンテナを実用化に向けて変形近似したアンテナは、定インピーダンス性が多少は損なわれるが、依然として他方式と比べたときには、超ブロードバンド（超広帯域）特性の実用アンテナとしての優位性が保たれる。そして、その変形近似によって得られる形状は、必然的な結果として、全ての隣接ダイポール間で交差給電ダイポール配列となるのである。しかも、全く同じダイポール配列への給電法を、非交差給電に変更して得られるアンテナには、広帯域性が無いことが計算と実測によって確認されている。これはすなわち、形状に無限の自由度がある自己補対構造の折りたたみによる交差給電が広帯域性をもたらすのであって、アンテナの対数周期形状が広帯域性を与えるのではないことを示すものである。いわゆる対数周期ダイポールアレイ(LPDA)は、自由度のある形状の中の、単なる一つの形状からの変形の実例に過ぎない。また、対数周期構造の1周期間におけるアンテナ特性については、周波数に対する不変性が無いことが指摘されている。しかし、そのインピーダンス値の変動を除去する確実な方法として、自己補対形状の導入を明示し、その定インピーダンス値の表示式を、“Mushiake’s relation” と呼んでいた。（現在は“Mushiake relationship” と呼ばれている）。　以上の説明を総合的に判断すると、いわゆるLPDAは、実は対数周期形状を持つ、変形自己補対ダイポールアレイ(MSCDA)であることが判明する。更に最近は、この等間隔交差給電ダイポールアレイ（図3、MSCDA）が、Wi-Fi アンテナとして使用されている実例もあるので、Wi-Fi の今後の普及に伴って、この種のブロードバンド・アンテナの更なる発展と、情報化社会への顕著な貢献が確実視されている。
なお、不平衡給電型・変形自己補対アンテナについては、既に貴重な実験的研究成果が発表されており、放射特性を含む種々の詳細な設計資料 が公表されている。ブロードバンド・アンテナの、　Wi-Fi、 IoT　などへの最近の顕著な普及に応えるものとして、この研究成果を含めた更なる活用が期待される。